# Campeonato Profesional 1985
Il Campeonato Profesional 1985 fu la trentasettesima edizione del campionato colombiano di calcio; fu strutturato in due fasi, Copa de la Paz e Torneo Nacional, che davano l'accesso al girone finale da otto squadre. Il campionato fu vinto dall'América de Cali per la quinta volta nella sua storia.

## Copa de la Paz
Il torneo si disputò con due gironi da sette squadre ciascuno, con partite di andata e ritorno; le due migliori classificate si contendono 1 punto bonus, le seconde 0.50 punti bonus.

### Gruppo A
| Pos | Squadra                | P  | G  | V | N | S | GF | GS |
| --- | ---------------------- | -- | -- | - | - | - | -- | -- |
| 1.  | Independiente Medellín | 17 | 14 | 5 | 7 | 2 | 13 | 12 |
| 2.  | Deportivo Cali         | 16 | 14 | 6 | 4 | 4 | 13 | 9  |
| 3.  | Millonarios            | 16 | 14 | 5 | 6 | 3 | 15 | 12 |
| 4.  | Atlético Bucaramanga   | 15 | 14 | 5 | 5 | 4 | 26 | 21 |
| 5.  | Unión Magdalena        | 13 | 14 | 4 | 5 | 5 | 13 | 14 |
| 6.  | Deportivo Pereira      | 12 | 14 | 2 | 8 | 4 | 18 | 19 |
| 7.  | Deportes Tolima        | 10 | 14 | 1 | 8 | 5 | 11 | 21 |

### Gruppo B
| Pos | Squadra           | P  | G  | V | N | S | GF | GS |
| --- | ----------------- | -- | -- | - | - | - | -- | -- |
| 1.  | Junior            | 20 | 14 | 9 | 2 | 3 | 31 | 14 |
| 2.  | América de Cali   | 18 | 14 | 7 | 4 | 3 | 19 | 12 |
| 3.  | Atlético Nacional | 16 | 14 | 7 | 2 | 5 | 19 | 14 |
| 4.  | Once Caldas       | 15 | 14 | 5 | 5 | 4 | 15 | 18 |
| 5.  | Santa Fe          | 10 | 14 | 2 | 6 | 6 | 22 | 26 |
| 6.  | Deportes Quindío  | 9  | 14 | 3 | 3 | 8 | 13 | 22 |
| 7.  | Cúcuta Deportivo  | 9  | 14 | 2 | 5 | 7 | 10 | 24 |

|  | Classificato per il girone Bonus |

### Bonificación
In questa fase le prime due si contendono un punto bonus (1.00 per la vincente, 0.75 per la perdente) mentre le seconde 0.50 (0.50 per la vincente, 0.25 per la perdente).
| Pos | Squadra                | P | G | V | N | S | GF | GS |
| --- | ---------------------- | - | - | - | - | - | -- | -- |
| 1.  | Junior                 | 3 | 2 | 1 | 1 | 0 | 2  | 0  |
| 2.  | Independiente Medellín | 1 | 2 | 0 | 1 | 1 | 0  | 2  |
| 3.  | América de Cali        | 3 | 2 | 1 | 1 | 0 | 4  | 3  |
| 4.  | Deportivo Cali         | 1 | 2 | 0 | 1 | 1 | 3  | 4  |

## Torneo Nacional
| Pos | Squadra                | P  | G  | V  | N  | S  | GF | GS |
| --- | ---------------------- | -- | -- | -- | -- | -- | -- | -- |
| 1.  | América de Cali        | 38 | 26 | 16 | 6  | 4  | 38 | 18 |
| 2.  | Deportivo Cali         | 36 | 26 | 12 | 12 | 2  | 36 | 17 |
| 3.  | Atlético Nacional      | 30 | 26 | 12 | 6  | 8  | 43 | 30 |
| 4.  | Deportes Quindío       | 29 | 26 | 11 | 7  | 8  | 30 | 33 |
| 5.  | Unión Magdalena        | 29 | 26 | 10 | 9  | 7  | 39 | 28 |
| 6.  | Millonarios            | 29 | 26 | 10 | 9  | 7  | 41 | 39 |
| 7.  | Deportes Tolima        | 27 | 26 | 9  | 9  | 8  | 25 | 22 |
| 8.  | Independiente Medellín | 26 | 26 | 10 | 6  | 10 | 39 | 32 |
| 9.  | Deportivo Pereira      | 26 | 26 | 9  | 8  | 9  | 40 | 38 |
| 10. | Atlético Bucaramanga   | 25 | 26 | 9  | 7  | 10 | 39 | 39 |
| 11. | Junior                 | 22 | 26 | 9  | 4  | 13 | 37 | 33 |
| 12. | Once Caldas            | 20 | 26 | 7  | 6  | 13 | 23 | 37 |
| 13. | Santa Fe               | 16 | 26 | 6  | 4  | 16 | 28 | 52 |
| 14. | Cúcuta Deportivo       | 11 | 26 | 3  | 5  | 18 | 22 | 62 |

## Tabla de Bonificación
Le squadre che si sono classificate al primo posto nelle due fasi ottengono 1 punto bonus, quelle al secondo 0,75, quelle al terzo 0,50 e quelle al quarto 0,25.
| Pos | Squadra                | Copa de la Paz | Torneo Nacional | Totale |
| --- | ---------------------- | -------------- | --------------- | ------ |
| 1.  | América de Cali        | 0.50           | 1.00            | 1.50   |
| 2.  | Deportivo Cali         | 0.25           | 0.75            | 1.00   |
| 2.  | Junior                 | 1.00           | 0               | 1.00   |
| 4.  | Independiente Medellín | 0.75           | 0               | 0.75   |
| 5.  | Atlético Nacional      | 0              | 0.50            | 0.50   |
| 6.  | Deportes Quindío       | 0              | 0.25            | 0.25   |

## Octagonal Final
| Pos | Squadra                | G  | V | N | S | GF | GS | Bono | P     |
| --- | ---------------------- | -- | - | - | - | -- | -- | ---- | ----- |
| 1.  | América de Cali        | 14 | 9 | 1 | 4 | 22 | 14 | 1.50 | 20.50 |
| 2.  | Deportivo Cali         | 14 | 8 | 3 | 3 | 22 | 8  | 1.00 | 20    |
| 3.  | Millonarios            | 14 | 7 | 4 | 3 | 27 | 18 | 0    | 18    |
| 4.  | Junior                 | 14 | 5 | 6 | 3 | 20 | 17 | 1.00 | 17    |
| 5.  | Independiente Medellín | 14 | 4 | 5 | 5 | 22 | 20 | 0.75 | 13.75 |
| 6.  | Atlético Nacional      | 14 | 6 | 1 | 7 | 13 | 24 | 0.50 | 13.50 |
| 7.  | Unión Magdalena        | 14 | 2 | 3 | 9 | 16 | 27 | 0    | 7     |
| 8.  | Atlético Bucaramanga   | 14 | 2 | 3 | 9 | 20 | 34 | 0    | 7     |

## Verdetti
- América de Cali campione di Colombia
- América de Cali e Deportivo Cali qualificate alla Coppa Libertadores 1986.

## Classifica marcatori
| Nome            | Squadra        | Gol |
| --------------- | -------------- | --- |
| Miguel González | Deportivo Cali | 34  |
| Sergio Angulo   | Deportivo Cali | 25  |